# Text
Text S.A. er en polsk softwarevirksomhed med hovedkontor i Wrocław, og kontor i Boston, Massachusetts, der blev etableret i 2002. Virksomheden har kunder i mere end 150 lande. Produkterne bygger blandt andet på kunstig intelligens.
Virksomheden er bedst kendt for kundeservicesoftwareprodukterne: LiveChat, ChatBot og HelpDesk. 